# 定州 (唐朝)
定州，中国唐朝时设置的州。
唐德宗贞元二年（786年）分薛州（今四川省珙县底洞镇）夷獠设置定州，属泸州都督府，治枝江县（今四川省珙县底洞镇）。薛州改治今四川省珙县下罗乡。